# Вартбург, Вальтер фон
Вальтер фон Вартбург (нем. Walther von Wartburg; 18.05.1888, Ридхольц — 15.08.1971, Базель) — швейцарский языковед.
Доктор философии, профессор, академик, почётный доктор.
Исследователь французского языка. Основной труд «Французский этимологический словарь» (1922).

## Биография
Учился романским языкам в университетах Берна, Цюриха, Флоренции, окончил Сорбонну (1918). Степень доктора философии по романской филологии получил в Цюрихском университете в 1911 году. В 1921 году хабилитирован по ней же в Бернском университете.
С 1921 года приват-доцент в Бернском университете, в 1928 году профессор. В 1928—1929 годах профессор Лозаннского университета. В 1929—1939 годах профессор  философского факультета Лейпцигского университета. В 1935—1939 годах приглашённый профессор Чикагского университета.
В 1940—1959 годах профессор Базельского университета.
С 1948 года член Германской АН в Берлине (ГДР) и академий в Лейпциге, Флоренции, Риме, Амстердаме, Стокгольме, Хельсинки, Бухаресте.
Член-корреспондент Британской академии (1965).
Почётный доктор Лозаннского и Лидского университетов.
Был четырежды женат.
Кавалер гражданского ордена Pour le Mérite (1963).